# Tunesië op de Olympische Zomerspelen 2004
Tunesië nam deel aan de Olympische Zomerspelen 2004 in Athene, Griekenland. Net als tijdens de vorige editie werd geen medaille gewonnen.

## Resultaten en deelnemers per onderdeel

### Atletiek
Mannen, 400 meter:
- Sofiane Labidi
  - Eerste ronde: 46.04 s (3e in serie 4, ging niet verder, 28e overall)

Mannen 3000 meter steeplechase:
- Lotfi Turki
  - Eerste ronde: Niet gestart

Mannen 20 km snelwandelen:
- Hatem Ghoula
- 1:22:59 (11e overall)

Vrouwen speerwerpen:
- Aida Sellam
  - Eerste ronde: 57.76 m (11e in groep B, ging niet verder, 24e overall)

### Boksen
Mannen vlieggewicht (51 kg):
- Walid Cherif
  - Laatste 32: Verloor van Nikoloz Izoria uit Georgië (14 - 24)

Mannen vedergewicht (57 kg):
- Saifeddine Nejmaoui
  - Laatste 32: Verloor van Khedafi Djelkhir uit Frankrijk (13 - 38)

Mannen lichtgewicht (60 kg):
- Taoufik Chobba
  - Laatste 32: Verloor van Anthony Little uit Australië (8 - 27)

Mannen halfweltergewicht (64 kg):
- Mohamed Ali Sassi
  - Laatste 32: Verloor van Willy Blain uit Frankrijk (14 - 36)

Mannen middengewicht (75 kg):
- Mohamed Sahraoui
  - Laatste 32: Verloor van Károly Balzsay uit Hongarije (24 - 29)

### Schermen
Mannen individueel floret:
- (33) Maher Ben Aziza
  - Laatste 64: Verloor van (32) Jonathan Tiomkin uit Verenigde Staten (10 - 15)

Mannen sabel individueel:
- (32) Mohamed Rebai
  - Laatste 64: Verloor van (33) Renzo Pasquale Zeglio Agresta uit Brazilië (14 - 15)

### Voetbal
Mannen:
- Spelers
  - Doelverdedigers
    - Khaled Fadhel[1]
    - Jasem Khalfaoui

  - Verdedigers
    - Anis Ayari
    - Zied Bhairi
    - Anis Boussaidi
    - José Clayton[1]
    - Karim Hagui
    - Issam Merdassi
    - Amir Haj Messoud
    - Aleddine Yahia

  - Middenvelders
    - Wissem Ben Yahia
    - Khaled Mouelhi
    - Hocine Ragued
    - Majdi Traoui

  - Aanvallers
    - Sabeur Trabelsi
    - Ali Zitouni
    - Amine Letaief
    - Mohamed Jedidi[1]
- Extra spelers
  - Haykel Guemamdia (aanvaller)
  - Issam Jomaa (aanvaller)
  - Hamed Kasraoui (doelman)
  - Fethi Mechergui (middenvelder)
- Groep C
  - Gelijk tegen Australië (1 - 1) (Ali Zitouni 69')
  - Verloor van Argentinië (0 - 2)
  - Versloeg Servië en Montenegro (3 - 2) (José Clayton 41', Mohamed Jedidi penalty 83', Ali Zitouni 89')
- 3e in de groep, ging niet verder (4 punten, 4 GF, 5 GA, -1 GD, 12e overall)

### Gymnastiek

#### Turnen
Mannen meerkamp:
- Wajdi Bouallegue
  - Kwalificatie: 52.511 punten (47e overall, ging niet verder)
    - Vloer: 9.112 (57e overall, ging niet verder)
    - Paard voltige: 8.950 (63e overall, ging niet verder)
    - Ringen: 8.562 (73e overall, ging niet verder)
    - Brug: 8.350 (77e overall, ging niet verder)
    - Rekstok: 8.512 (71e overall, ging niet verder)
    - Paardsprong: 9.025(one paardensprong enige)

### Judo
Mannen 60 kg (Extra-lichtgewicht):
- Anis Lounifi
  - Laatste 32: Versloeg Pak Nam-Chol uit Noord-Korea (Harai-goshi; ippon - 1:28)
  - Laatste 16: Verloor van Evgeny Stanev uit Rusland (Sukui-nage; ippon - 3:03)

Vrouwen 63 kg (Halfmiddengewicht):
- Saida Dhahri
  - Laatste 32: Verloor van Ayumi Tanimoto uit Japan (Tate-shiho-gatame; ippon - 1:49) (ging door naar de eerste herkansingsronde)
  - Herkansing, eerste ronde: Versloeg Diana Maza uit Ecuador (Yoko-shiho-gatame; ippon - 3:18)
  - Herkansing, tweede ronde: Verloor van Marie Helen Chisholm uit Canada (Yoko-shiho-gatame; ippon - 1:32)

Vrouwen 78 kg (Halfzwaargewicht):
- Houda Ben Daya
  - Laatste 32: bye
  - Laatste 16: Verloor van Edinanci Silva uit Brazilië (Uchi-mata; ippon - 3:18)

Vrouwen 78+ kg (Zwaargewicht):
- Insaf Yahyaoui
  - Laatste 32: bye
  - Laatste 16: Verloor van Sun Fuming uit China (Yoko-shiho-gatame; ippon - 1:22) (ging door naar de eerste herkansing ronde)
  - Herkansing, eerste ronde: bye
  - Herkansing, tweede ronde: Versloeg Carmen Chalá uit Ecuador (Soto-makikomi; waza-ari)
  - Herkansing, derde ronde: Versloeg Giovanna Blanco uit Venezuela (Kuzure-kesa-gatame; ippon - 2:41)
  - Om de derde plaats: Verloor van Tea Donguzashvili uit Georgië (Kesa-gatame; w'ari ippon - 1:28)

### Roeien
Vrouwen skiff:
- Ibtissem Trimech
  - Serie: 8:15.87 (6e in serie 2, ging door naar de herkansing)
  - Herkansing: 7:56.19 (4e in herkansing 2, ging door naar de halve finale C/D)
  - Halve finale C/D: 8:14.73 (4e in halve finale C/D 2, ging door naar de finale D)
  - Finale D: 7:51.21 (1e in de finale D, 19e overall)

### Zeilen
Mannen mistral:
- Foued Ourabi
  - 211 punten (23e overall)

### Zwemmen
200 meter vrije stijl:
- Anouar Ben Naceur
  - Serie: 1:54.69 (50e overall, ging niet verder)

1500 meter vrije stijl:
- Oussama Mellouli
  - Serie: 15:18.98 (14e overall, ging niet verder)

200 meter individueel wisselslag:
- Oussama Mellouli
  - Serie: 2:01.94 (15e overall, gekwalificeerd) (Afrikaans record)
  - Halve finale: 2:01.11 (9e overall, ging niet verder) (Afrikaans record)

400 meter individueel wisselslag:
- Oussama Mellouli
  - Serie: 4:16.68 (T-6e overall, gekwalificeerd)
  - Finale: 4:14.49 (5e overall)(Afrikaans record)

### Tafeltennis
Vrouwen enkel:
- Nesrine Ben Kahia
  - Eerste ronde: Verloor van Silvija Erdelji uit Servië en Montenegro (3 - 11, 1 - 11, 3 - 11, 7 - 11)
- Olfa Guenni
  - Eerste ronde: Verloor van Petra Cada uit Canada (4 - 11, 7 - 11, 4 - 11, 7 - 11)

Vrouwen dubbelspel:
- Nesrine Ben Kahia en Olfa Guenni
  - Eerste ronde: Versloeg Asma Menaifi en Souad Nechab uit Algerije (11 - 9, 11 - 7, 11 - 5, 9 - 11, 8 - 11, 11 - 8)
  - Ronde 2: Verloor van Huang I-Hua en Lu Yun-Feng uit Chinees Taipei (4 - 11, 4 - 11, 6 - 11, 4 - 11)

### Taekwondo
Mannen tot 68 kg:
- Mohamed Omrani
  - Laatste 16: Verloor van Carlo Massimino uit Australië (2 - 7)

Mannen tot 80 kg:
- Hichem Hamdouni
  - Laatste 16: Versloeg Jacob Martins Obiorah uit Nigeria (16 - 11)
  - Kwartfinale: Verloor van Bahri Tanrikulu uit Turkije (4 - 6) (ging door naar de eerste herkansing ronde)
  - Herkansing, eerste ronde: Versloeg Donald David Geisler uit Filipijnen (Ingreep door de scheidsrechter; Ronde 2, 1:41)
  - Herkansing, tweede ronde: Verloor van Yossef Karami uit Iran (4 - 12)

Vrouwen tot 67 kg:
- Mounira Nahdi
  - Laatste 16: Verloor van Mouna Benabderassoul uit Marokko (2 - 6)

### Volleybal

#### Indoor
Mannen:
- Spelers
  - Khaled Belaid
  - Walid Ben Abbes
  - Mehrez Berriri Spelverdeler
  - Mohamed Salim Chekili
  - Marouane Fehri
  - Mahdi Gara
  - Chaker Ghezal
  - Ghazi Guidara Aanvoerder
  - Noureddine Hfaiedh
  - Hosni Karamosly
  - Samir Sellami
  - Mohamed Trabelsi
- Groep A
  - Verloor van Griekenland (20 - 25, 14 - 25, 17 - 25)
  - Verloor van Argentinië (20 - 25, 25 - 23, 16 - 25, 25 - 22, 10 -15)
  - Verloor van Servië en Montenegro (16 - 25, 18 - 25, 21 - 25)
  - Verloor van Polen (18 - 25, 25 - 23, 19 - 25, 23 - 25)
  - Verloor van Frankrijk (23 - 25, 25 - 18, 19 - 25, 19 - 25)
- 6e in de groep, ging niet verder (5 punten, 4 SW ,15 SL, 373 PW, 451 PL, T-11e overall)

### Gewichtheffen
Mannen 69 kg:
- Youssef Sbai
  - Niet beëindigd

Vrouwen 63 kg:
- Hayet Sassi
  - 215,0 kg (95,0 kg trekken, 120.0 stoten, 4e overall)

### Worstelen
Vrouwen 48 kg:
- Fadhila Louati
  - Groep 3
    - Verloor van Fani Psatha uit Griekenland (Val; 4:19)
    - Verloor van Irini Merleni uit Oekraïne (Val; 1:45)
    - Verloor van Lidiya Karamchakova uit Tadzjikistan (Val; 1:50)

  - 4e in groep, ging niet verder (0 TP, 0 CP, 14e overall)

Afghanistan · Albanië · Algerije · Amerikaanse Maagdeneilanden · Amerikaans-Samoa · Andorra · Angola · Antigua en Barbuda · Argentinië · Armenië · Aruba · Australië · Azerbeidzjan · Bahama's · Bahrein · Bangladesh · Barbados · België · Belize · Benin · Bermuda · Bhutan · Bolivia · Bosnië en Herzegovina · Botswana · Brazilië · Britse Maagdeneilanden · Brunei · Bulgarije · Burkina Faso · Burundi · Cambodja · Canada · Centraal-Afrikaanse Republiek · Chili · China · Chinees Taipei · Colombia · Comoren · Congo-Brazzaville · Congo-Kinshasa · Cookeilanden · Costa Rica · Cuba · Cyprus · Denemarken · Djibouti · Dominica · Dominicaanse Republiek · Duitsland · Ecuador · Egypte · El Salvador · Equatoriaal-Guinea · Eritrea · Estland · Ethiopië · Fiji · Filipijnen · Finland · Frankrijk · Gabon · Gambia · Georgië · Ghana · Grenada · Griekenland · Groot-Brittannië · Guam · Guatemala · Guinee · Guinee‑Bissau · Guyana · Haïti · Honduras · Hongarije · Hongkong · Ierland · IJsland · India · Indonesië · Irak · Iran · Israël · Italië · Ivoorkust · Jamaica · Japan · Jemen · Jordanië · Kaaimaneilanden · Kaapverdië · Kameroen · Kazachstan · Kenia · Kirgizië · Kiribati · Koeweit · Kroatië · Laos · Lesotho · Letland · Libanon · Liberia · Libië · Liechtenstein · Litouwen · Luxemburg · Macedonië · Madagaskar · Malawi · Malediven · Maleisië · Mali · Malta · Marokko · Mauritanië · Mauritius · Mexico · Micronesië · Moldavië · Monaco · Mongolië · Mozambique · Myanmar · Namibië · Nauru · Nederland · Nederlandse Antillen · Nepal · Nicaragua · Nieuw-Zeeland · Niger · Nigeria · Noord-Korea · Noorwegen · Oeganda · Oekraïne · Oezbekistan · Oman · Oostenrijk · Oost‑Timor · Pakistan · Palau · Palestina · Panama · Papoea-Nieuw-Guinea · Paraguay · Peru · Polen · Portugal · Puerto Rico · Qatar · Roemenië · Rusland · Rwanda · Saint Kitts en Nevis · Saint Lucia · Saint Vincent en Grenadines · Salomonseilanden · Samoa · San Marino · Sao Tomé en Principe · Saoedi-Arabië · Senegal · Servië en Montenegro · Seychellen · Sierra Leone · Singapore · Slovenië · Slowakije · Soedan · Somalië · Spanje · Sri Lanka · Suriname · Swaziland · Syrië · Tadzjikistan · Tanzania · Thailand · Togo · Tonga · Trinidad en Tobago · Tsjaad · Tsjechië · Tunesië · Turkije · Turkmenistan · Uruguay · Vanuatu · Venezuela · Verenigde Arabische Emiraten · Verenigde Staten · Vietnam · Wit-Rusland · Zambia · Zimbabwe · Zuid-Afrika · Zuid-Korea · Zweden · Zwitserland